# Eintracht Frankfurt 1975-1976
Questa voce raccoglie le informazioni riguardanti l'Eintracht Frankfurt nelle competizioni ufficiali della stagione 1975-1976.

## Stagione
Nella stagione 1975-1976 l'Eintracht Francoforte, allenato da Dietrich Weise, concluse il campionato di Bundesliga al 9º posto. In Coppa di Germania l'Eintracht Francoforte fu eliminato agli ottavi di finale dal Hertha Berlino. In Coppa delle Coppe l'Eintracht Francoforte fu eliminato in semifinale dal West Ham Utd.

## Rosa
| N. |                     | Ruolo | Calciatore       |
| -- | ------------------- | ----- | ---------------- |
|    | Germania (bandiera) | P     | Jürgen Friedl    |
|    | Germania (bandiera) | P     | Jupp Koitka      |
|    | Germania (bandiera) | P     | Peter Kunter     |
|    | Germania (bandiera) | P     | Günther Wienhold |
|    | Germania (bandiera) | D     | Charly Körbel    |
|    | Germania (bandiera) | D     | Helmut Müller    |
|    | Germania (bandiera) | D     | Willi Neuberger  |
|    | Germania (bandiera) | D     | Peter Reichel    |
|    | Germania (bandiera) | D     | Gerd Simons      |
|    | Germania (bandiera) | D     | Gert Trinklein   |
|    | Germania (bandiera) | C     | Klaus Beverungen |

| N. |                     | Ruolo | Calciatore       |
| -- | ------------------- | ----- | ---------------- |
|    | Germania (bandiera) | C     | Jürgen Grabowski |
|    | Germania (bandiera) | C     | Wolfgang Kraus   |
|    | Germania (bandiera) | C     | Peter Krobbach   |
|    | Germania (bandiera) | C     | Detlev Lange     |
|    | Germania (bandiera) | C     | Bernd Nickel     |
|    | Germania (bandiera) | C     | Roland Weidle    |
|    | Germania (bandiera) | A     | Ronny Borchers   |
|    | Germania (bandiera) | A     | Bernd Hölzenbein |
|    | Germania (bandiera) | A     | Bernd Lorenz     |
|    | Germania (bandiera) | A     | Winfried Stradt  |
|    | Germania (bandiera) | A     | Rüdiger Wenzel   |

## Organigramma societario
Area tecnica
- Allenatore: Dietrich Weise
- Allenatore in seconda: Hans-Dieter Roos, Hans-Dieter Tippenhauer
- Preparatore dei portieri:
- Preparatori atletici:

## Calciomercato

### Sessione estiva
| Acquisti | Acquisti       | Acquisti  | Acquisti |
| R.       | Nome           | da        | Modalità |
| -------- | -------------- | --------- | -------- |
| C        | Peter Krobbach | Amburgo   |          |
| A        | Rüdiger Wenzel | St. Pauli |          |

| Cessioni | Cessioni            | Cessioni                | Cessioni |
| R.       | Nome                | a                       | Modalità |
| -------- | ------------------- | ----------------------- | -------- |
| D        | Hans-Joachim Andree | Eintracht Bad Kreuznach |          |
| C        | Jürgen Kalb         | Karlsruhe               |          |
| C        | Thomas Rohrbach     | Ethnikos Pireo          |          |

### Sessione invernale
| Acquisti | Acquisti    | Acquisti        | Acquisti |
| R.       | Nome        | da              | Modalità |
| -------- | ----------- | --------------- | -------- |
| P        | Jupp Koitka | Wattenscheid 09 |          |

| Cessioni | Cessioni | Cessioni | Cessioni |
| R.       | Nome     | a        | Modalità |
| -------- | -------- | -------- | -------- |

## Risultati

### Bundesliga

#### Girone di andata
| Arbitro: | Weyland |

|  |           |                   |
|  | Marcatori | 70’, 85’ Hoffmann |

| Arbitro: | Hennig |

|           |           |                           |
| Görts 49’ | Marcatori | 39’ Wenzel 47’ Hölzenbein |

| Arbitro: | Quindeau |

|                                         |           |           |
| Grabowski 54’ Hölzenbein 77’ Wenzel 86’ | Marcatori | 10’ Wloka |

| Arbitro: | Linn |

|            |           |                |
| Herzog 88’ | Marcatori | 15’ Hölzenbein |

| Arbitro: | Redelfs |

|                       |           |             |
| Wenzel 23’ Lorenz 80’ | Marcatori | 34’ Fischer |

| Arbitro: | Eschweiler |

|                                   |           |                |
| Hickersberger 45’ (rig.) Held 88’ | Marcatori | 90’ Hölzenbein |

| Arbitro: | Roth |

|           |           |                 |
| Wenzel 5’ | Marcatori | 56’ Klinkhammer |

| Arbitro: | Weyland |

|                             |           |                       |
| Lüttges 16’ Hayduk 61’, 69’ | Marcatori | 56’ Weidle 86’ Nickel |

| Arbitro: | Gabor |

|               |           |              |
| Hölzenbein 3’ | Marcatori | 75’ Sandberg |

| Arbitro: | Waltert |

|                                                        |           |                          |
| Nogly 23’ Bjørnmose 25’ Reimann 39’ Volkert 71’ (rig.) | Marcatori | 17’ Wenzel 65’ Neuberger |

| Arbitro: | Ohmsen |

|            |           |             |
| Nickel 12’ | Marcatori | 59’ Büssers |

| Arbitro: | Horstmann |

|                                             |           |                            |
| Lippens 29’ Burgsmüller 55’ Lorant 63’, 87’ | Marcatori | 48’, 70’ Wenzel 67’ Lorenz |

| Arbitro: | Redelfs |

|                                                                         |           |  |
| Wenzel 25’ Lorenz 48’ (rig.) Beverungen 54’, 86’ Körbel 60’ Reichel 84’ | Marcatori |  |

| Arbitro: | Schröder |

|                                  |           |                                |
| Flohe 49’ Konopka 51’ Simmet 59’ | Marcatori | 15’, 57’ Nickel 45’ Hölzenbein |

| Arbitro: | Eschweiler |

|                                                                      |           |  |
| Wenzel 8’ Nickel 17’, 61’ Grabowski 28’ Hölzenbein 40’ Neuberger 45’ | Marcatori |  |

| Arbitro: | Ahlenfelder |

|            |           |              |
| Nickel 19’ | Marcatori | 53’ Kostedde |

| Arbitro: | Hennig |

|                           |           |  |
| Dremmler 35’ Konschal 79’ | Marcatori |  |

#### Girone di ritorno
| Arbitro: | Waltert |

|            |           |  |
| Struth 69’ | Marcatori |  |

| Arbitro: | Kindervater |

|                              |           |  |
| Müllner 58’ (aut.) Kraus 71’ | Marcatori |  |

| Arbitro: | Horstmann |

|  |           |                                                              |
|  | Marcatori | 34’ Reichel 56’ (rig.), 83’ Nickel 86’ Wenzel 89’ Hölzenbein |

| Arbitro: | Biwersi |

|                                                       |           |                  |
| Nickel 9’, 80’ Neuberger 45’ Beverungen 57’ Kraus 85’ | Marcatori | 3’, 24’ Mattsson |

| Arbitro: | Schröder |

|                         |           |                                     |
| Kremers 18’ Fischer 29’ | Marcatori | 50’, 81’ Hölzenbein 55’, 61’ Wenzel |

| Arbitro: | Wichmann |

|                |           |  |
| Beverungen 70’ | Marcatori |  |

| Arbitro: | Ohmsen |

|                                                   |           |                             |
| Wittkamp 35’ Simonsen 43’ Heynckes 64’ Hannes 66’ | Marcatori | 30’ Neuberger 55’ Grabowski |

| Arbitro: | Ahlenfelder |

|                                                     |           |               |
| Hölzenbein 30’ Körbel 35’ Kraus 45’, 48’ Nickel 73’ | Marcatori | 89’ Stegmayer |

| Arbitro: | Eschweiler |

|                                             |           |                |
| Toppmöller 5’ Weidle 51’ (aut.) Pirrung 73’ | Marcatori | 86’ Hölzenbein |

| Arbitro: | Hennig |

|            |           |  |
| Wenzel 57’ | Marcatori |  |

| Arbitro: | Redelfs |

|             |           |           |
| Büssers 62’ | Marcatori | 44’ Kraus |

| Arbitro: | Picker |

|                |           |                                  |
| Hölzenbein 66’ | Marcatori | 8’, 80’ Hrubesch 30’ Burgsmüller |

| Arbitro: | Biwersi |

|                                                          |           |                               |
| Kaczor 9’, 89’ Eggeling 48’ Lameck 67’ (rig.) Eggert 80’ | Marcatori | 29’ Kraus 40’, 78’ Hölzenbein |

| Arbitro: | Redelfs |

|                         |           |                   |
| Nickel 4’ Neuberger 33’ | Marcatori | 60’ Löhr 84’ Hein |

| Arbitro: | Gabor |

|              |           |               |
| Horsmann 58’ | Marcatori | 59’ Grabowski |

| Arbitro: | Wichmann |

|                                                      |           |                                               |
| Sziedat 40’ Beer 42’ (rig.), 82’ (rig.) Szymanek 65’ | Marcatori | 46’, 67’, 69’ (rig.) Grabowski 79’ Beverungen |

| Arbitro: | Linn |

|                                                              |           |           |
| Grabowski 2’, 47’, 81’ Hölzenbein 12’ Nickel 45’, 78’ (rig.) | Marcatori | 83’ Frank |

### Coppa di Germania
| Arbitro: | Meuser |

|                                                                            |           |  |
| Hölzenbein 18’, 88’ Körbel 34’ (rig.) Grabowski 64’ (rig.), 89’ Lorenz 74’ | Marcatori |  |

| Arbitro: | Walz |

|          |           |                                            |
| Bohe 18’ | Marcatori | 10’ Weidle 15’, 34’, 59’ Wenzel 72’ Nickel |

| Arbitro: | Schumann |

|                                    |           |  |
| Beverungen 8’ Wenzel 55’ Kraus 83’ | Marcatori |  |

| Arbitro: | Redelfs |

|           |           |  |
| Horr 100’ | Marcatori |  |

### Coppa delle Coppe
| Arbitro: | Müncz |

|                                                          |           |              |
| Körbel 13’ Beverungen 23’ Hölzenbein 28’ Nickel 32’, 41’ | Marcatori | 80’ Cochrane |

| Arbitro: | Beck |

|                          |           |                                                              |
| McCurdy 20’ Cochrane 75’ | Marcatori | 21’, 65’, 90’ Grabowski 27’ Nickel 35’ Lorenz 84’ Hölzenbein |

| Arbitro: | Burns |

|           |           |                    |
| Capón 50’ | Marcatori | 6’, 14’ Hölzenbein |

| Arbitro: | Schaut |

|             |           |  |
| Reichel 88’ | Marcatori |  |

| Arbitro: | Gussoni |

|  |           |                           |
|  | Marcatori | 74’ Hölzenbein 87’ Wenzel |

| Arbitro: | Garrido |

|                |           |  |
| Hölzenbein 85’ | Marcatori |  |

| Arbitro: | Rudnev |

|                         |           |           |
| Neuberger 29’ Kraus 47’ | Marcatori | 9’ Paddon |

| Arbitro: | Hungerbühler |

|                              |           |                |
| Brooking 49’, 77’ Robson 68’ | Marcatori | 88’ Beverungen |

## Statistiche

### Statistiche di squadra
| Competizione      | Punti | In casa | In casa | In casa | In casa | In casa | In casa | In trasferta | In trasferta | In trasferta | In trasferta | In trasferta | In trasferta | Totale | Totale | Totale | Totale | Totale | Totale | DR  |
| Competizione      | Punti | G       | V       | N       | P       | Gf      | Gs      | G            | V            | N            | P            | Gf           | Gs           | G      | V      | N      | P      | Gf     | Gs     | DR  |
| ----------------- | ----- | ------- | ------- | ------- | ------- | ------- | ------- | ------------ | ------------ | ------------ | ------------ | ------------ | ------------ | ------ | ------ | ------ | ------ | ------ | ------ | --- |
| Bundesliga        | 36    | 17      | 10      | 5       | 2       | 44      | 17      | 17           | 3            | 5            | 9            | 35           | 41           | 34     | 13     | 10     | 11     | 79     | 58     | +21 |
| Coppa di Germania | -     | 2       | 2       | 0       | 0       | 9       | 0       | 2            | 1            | 0            | 1            | 5            | 2            | 4      | 3      | 0      | 1      | 14     | 2      | +12 |
| Coppa delle Coppe | -     | 4       | 4       | 0       | 0       | 9       | 2       | 4            | 3            | 0            | 1            | 11           | 6            | 8      | 7      | 0      | 1      | 20     | 8      | +12 |
| Totale            | 36    | 23      | 16      | 5       | 2       | 62      | 19      | 23           | 7            | 5            | 11           | 51           | 49           | 46     | 23     | 10     | 13     | 113    | 68     | +45 |

### Andamento in campionato
| Giornata  | 1  | 2  | 3 | 4 | 5 | 6 | 7 | 8 | 9 | 10 | 11 | 12 | 13 | 14 | 15 | 16 | 17 | 18 | 19 | 20 | 21 | 22 | 23 | 24 | 25 | 26 | 27 | 28 | 29 | 30 | 31 | 32 | 33 | 34 |
| --------- | -- | -- | - | - | - | - | - | - | - | -- | -- | -- | -- | -- | -- | -- | -- | -- | -- | -- | -- | -- | -- | -- | -- | -- | -- | -- | -- | -- | -- | -- | -- | -- |
| Luogo     | C  | T  | C | T | C | T | C | T | C | T  | C  | T  | C  | T  | C  | C  | T  | T  | C  | T  | C  | T  | C  | T  | C  | T  | C  | T  | C  | T  | C  | T  | T  | C  |
| Risultato | P  | V  | V | N | V | P | N | P | N | P  | N  | P  | V  | N  | V  | N  | P  | P  | V  | V  | V  | V  | V  | P  | V  | P  | V  | N  | P  | P  | N  | N  | N  | V  |
| Posizione | 16 | 11 | 5 | 6 | 4 | 5 | 5 | 7 | 9 | 13 | 13 | 15 | 10 | 10 | 9  | 10 | 11 | 11 | 11 | 8  | 8  | 5  | 5  | 6  | 6  | 6  | 5  | 7  | 8  | 8  | 8  | 8  | 9  | 9  |

Legenda:

Luogo: C = Casa; T = Trasferta. Risultato: V = Vittoria; N = Pareggio; P = Sconfitta.

### Statistiche dei giocatori
| Giocatore     | Bundesliga | Bundesliga | Bundesliga  | Bundesliga | Coppa di Germania | Coppa di Germania | Coppa di Germania | Coppa di Germania | Coppa delle Coppe | Coppa delle Coppe | Coppa delle Coppe | Coppa delle Coppe | Totale   | Totale | Totale      | Totale     |
| Giocatore     | Presenze   | Reti       | Ammonizioni | Espulsioni | Presenze          | Reti              | Ammonizioni       | Espulsioni        | Presenze          | Reti              | Ammonizioni       | Espulsioni        | Presenze | Reti   | Ammonizioni | Espulsioni |
| ------------- | ---------- | ---------- | ----------- | ---------- | ----------------- | ----------------- | ----------------- | ----------------- | ----------------- | ----------------- | ----------------- | ----------------- | -------- | ------ | ----------- | ---------- |
| K. Beverungen | 28         | 5          | 1           | 0          | 3                 | 1                 | 0                 | 0                 | 8                 | 2                 | 0                 | 0                 | 39       | 8      | 1           | 0          |
| R. Borchers   | 1          | 0          | 0           | 0          | 0                 | 0                 | 0                 | 0                 | 0                 | 0                 | 0                 | 0                 | 1        | 0      | 0           | 0          |
| J. Friedl     | 1          | 0          | 0           | 0          | 0                 | 0                 | 0                 | 0                 | 0                 | 0                 | 0                 | 0                 | 1        | 0      | 0           | 0          |
| J. Grabowski  | 34         | 10         | 3           | 0          | 4                 | 2                 | 1                 | 0                 | 8                 | 3                 | 0                 | 0                 | 46       | 15     | 4           | 0          |
| B. Hölzenbein | 34         | 16         | 2           | 0          | 4                 | 2                 | 0                 | 0                 | 8                 | 6                 | 0                 | 0                 | 46       | 24     | 2           | 0          |
| J. Koitka     | 3          | 0          | 0           | 0          | 0                 | 0                 | 0                 | 0                 | 0                 | 0                 | 0                 | 0                 | 3        | 0      | 0           | 0          |
| W. Kraus      | 16         | 6          | 0           | 0          | 2                 | 1                 | 0                 | 0                 | 2                 | 1                 | 0                 | 0                 | 20       | 8      | 0           | 0          |
| P. Krobbach   | 9          | 0          | 1           | 0          | 1                 | 0                 | 0                 | 0                 | 1                 | 0                 | 0                 | 0                 | 11       | 0      | 1           | 0          |
| P. Kunter     | 8          | 0          | 0           | 0          | 0                 | 0                 | 0                 | 0                 | 4                 | 0                 | 0                 | 0                 | 12       | 0      | 0           | 0          |
| C. Körbel     | 34         | 2          | 2           | 0          | 4                 | 1                 | 0                 | 0                 | 8                 | 1                 | 0                 | 0                 | 46       | 4      | 2           | 0          |
| D. Lange      | 0          | 0          | 0           | 0          | 0                 | 0                 | 0                 | 0                 | 0                 | 0                 | 0                 | 0                 | 0        | 0      | 0           | 0          |
| B. Lorenz     | 14         | 3          | 0           | 0          | 3                 | 1                 | 0                 | 0                 | 4                 | 1                 | 0                 | 0                 | 21       | 5      | 0           | 0          |
| H. Müller     | 24         | 0          | 1           | 0          | 4                 | 0                 | 0                 | 0                 | 6                 | 0                 | 0                 | 0                 | 34       | 0      | 1           | 0          |
| W. Neuberger  | 34         | 5          | 3           | 0          | 4                 | 0                 | 0                 | 0                 | 8                 | 1                 | 0                 | 0                 | 46       | 6      | 3           | 0          |
| B. Nickel     | 33         | 15         | 2           | 0          | 4                 | 1                 | 1                 | 0                 | 8                 | 3                 | 0                 | 0                 | 45       | 19     | 3           | 0          |
| P. Reichel    | 30         | 2          | 1           | 0          | 4                 | 0                 | 0                 | 0                 | 7                 | 1                 | 0                 | 0                 | 41       | 3      | 1           | 0          |
| G. Simons     | 4          | 0          | 0           | 0          | 1                 | 0                 | 0                 | 0                 | 1                 | 0                 | 0                 | 0                 | 6        | 0      | 0           | 0          |
| W. Stradt     | 3          | 0          | 0           | 0          | 0                 | 0                 | 0                 | 0                 | 2                 | 0                 | 0                 | 0                 | 5        | 0      | 0           | 0          |
| G. Trinklein  | 11         | 0          | 1           | 0          | 1                 | 0                 | 0                 | 0                 | 0                 | 0                 | 0                 | 0                 | 12       | 0      | 1           | 0          |
| R. Weidle     | 30         | 1          | 5           | 0          | 3                 | 1                 | 0                 | 0                 | 7                 | 0                 | 0                 | 0                 | 40       | 2      | 5           | 0          |
| R. Wenzel     | 33         | 13         | 1           | 0          | 4                 | 4                 | 1                 | 0                 | 8                 | 1                 | 0                 | 0                 | 45       | 18     | 2           | 0          |
| G. Wienhold   | 24         | 0          | 0           | 0          | 4                 | 0                 | 0                 | 0                 | 4                 | 0                 | 0                 | 0                 | 32       | 0      | 0           | 0          |